# Męczennica błękitna

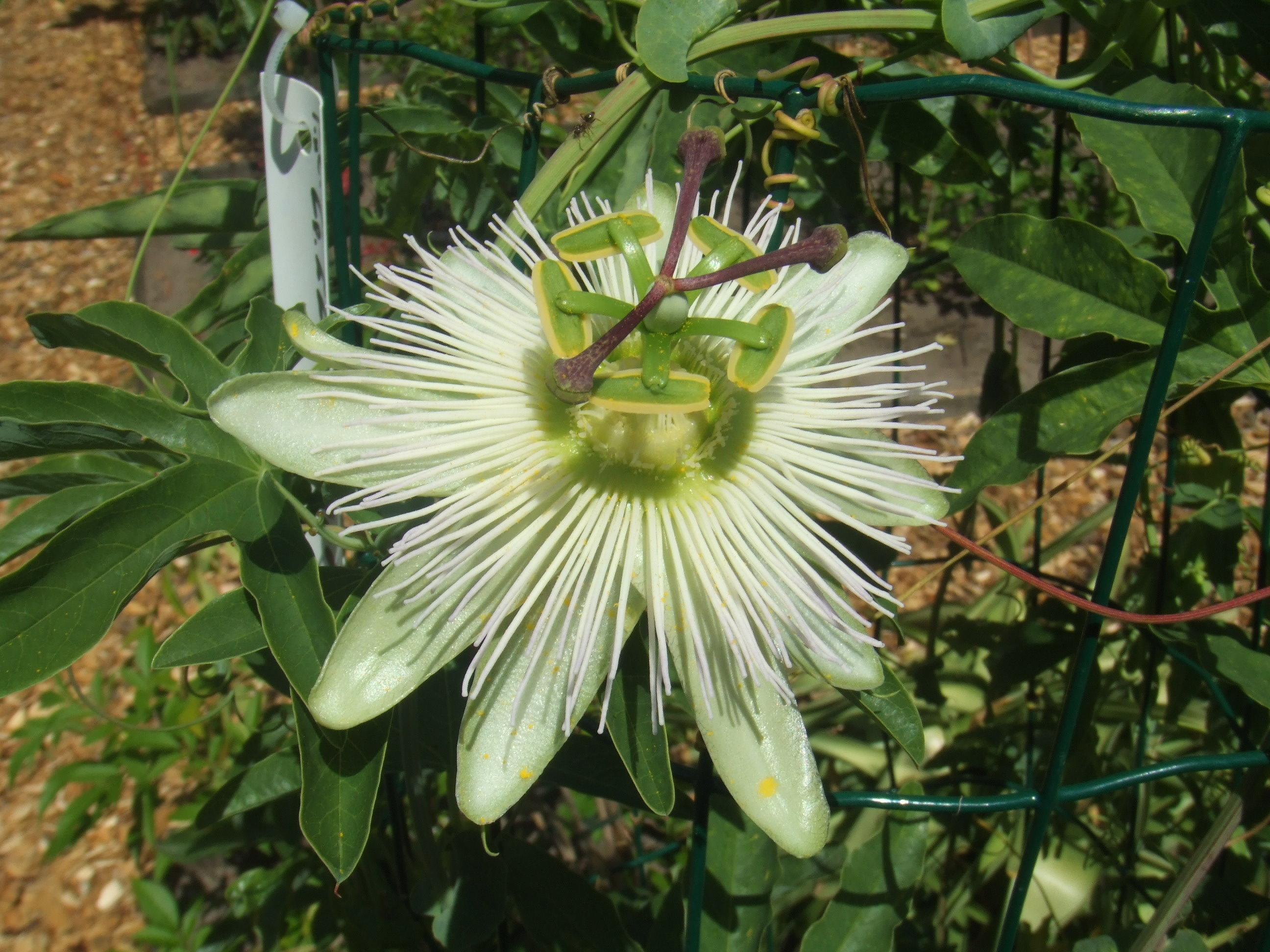
Odmiana 'Constance Elliott'

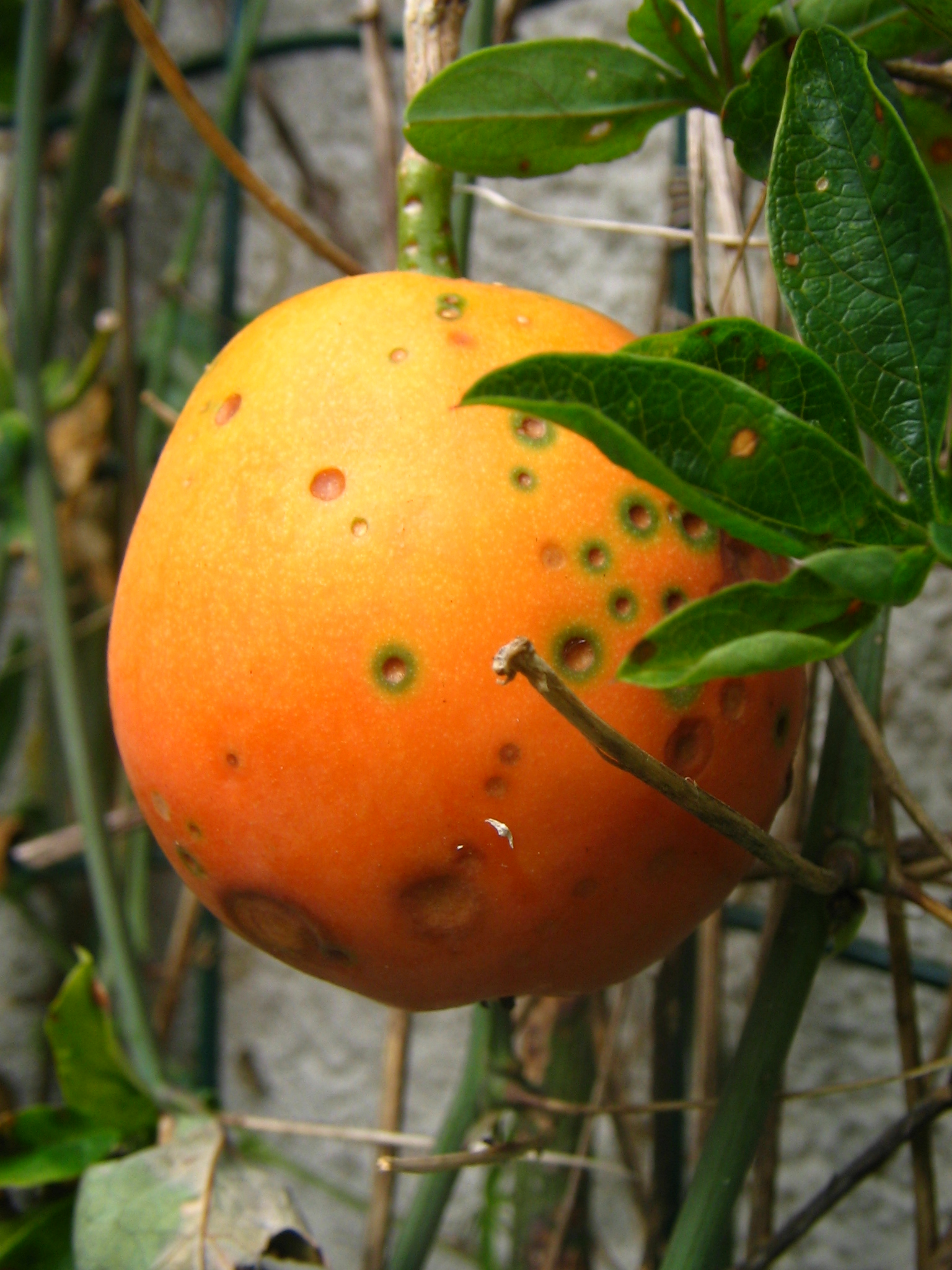
Owoc

Męczennica błękitna (Passiflora caerulea L.), zwana również męczennicą modrą lub m. zwyczajną – gatunek pnącza należącego do rodziny męczennicowatych. Pochodzi z lasów Brazylii i Argentyny. Jest często uprawiana w cieplejszych krajach. Również w Polsce jest uprawiana w mieszkaniach i szklarniach jako roślina ozdobna. Jest najważniejszym gatunkiem męczennicy uprawianym w mieszkaniach.

## Morfologia
PokrójKrzewiaste pnącze o długości dochodzącej do 10 m (w swoim naturalnym środowisku). Uprawiana u nas dość łatwo osiąga długość 3 m.
LiścieSzerokosercowate, 5–7 klapowe.
KwiatyWyrastają pojedynczo w kątach liści. Są niebieskofioletowe, czasami zdarzają się formy o kwiatach różowych lub czerwonych. Mają średnicę 6–8 cm i bardzo oryginalną budowę. Wyrastają pojedynczo w kątach liści i otoczone są od dołu 3-listkową okrywą. Mają krążkowate, silnie rozwinięte dno kwiatowe, 5-działkowy kielich, 5-płatkową koronę i złożony z 3 okółków przykoronek. Najbardziej zewnętrzny z tych okółków ma postać nitek, wewnętrzny zaś przylega do androgyneforu, na szczycie którego znajduje się 5 pręcików otaczających 1 słupek z trójdzielnym znamieniem.
OwocDość duża, soczysta jagoda.

## Uprawa
- Zastosowanie. Roślina ozdobna. Jest uprawiana zazwyczaj jako roślina doniczkowa, czasami również w szklarniach. Znane są liczne jej odmiany.
- Światło: Potrzebuje bardzo dużo słońca, z tego też względu na okres letni najlepiej wynieść ją na dwór.
- Temperatura: na zimę musi być wniesiona do pomieszczenia o temperaturze ok. 5 °C. Jeżeli przez lato przebywa w pokoju, potrzebuje dużo świeżego powietrza, źle toleruje temp. powyżej 21 °C.
- Wilgotność: źle toleruje suche powietrze w mieszkaniu. Potrzebuje dużo wilgoci i dlatego należy ją zraszać zimną wodą 2-3 razy w tygodniu. Nie stosować środków do nabłyszczania liści.
- Podlewanie: W lecie należy podlewać obficie, co drugi dzień, zimą co 7–10 dni.
- Pielęgnacja: ponieważ jest pnączem, należy wykonać dla niej specjalną konstrukcję do podtrzymywania długich pędów. Najładniej wygląda rozpięta na delikatnej ramce. Ładniej kwitnie, jeśli nie pozwala się korzeniom na nadmierne rozrastanie się. Dlatego też przesadza się ją tylko w dwóch pierwszych latach życia, później wystarczy tylko zmienić górną warstwę ziemi w doniczce. Wiosną należy główne pędy przyciąć o 1/3 długości.
- Rozmnażanie: z sadzonek pędowych o długości ok. 15 cm. Ukorzenia się je w mieszance piasku i ziemi, obficie i często podlewanej.

## Bibliografia

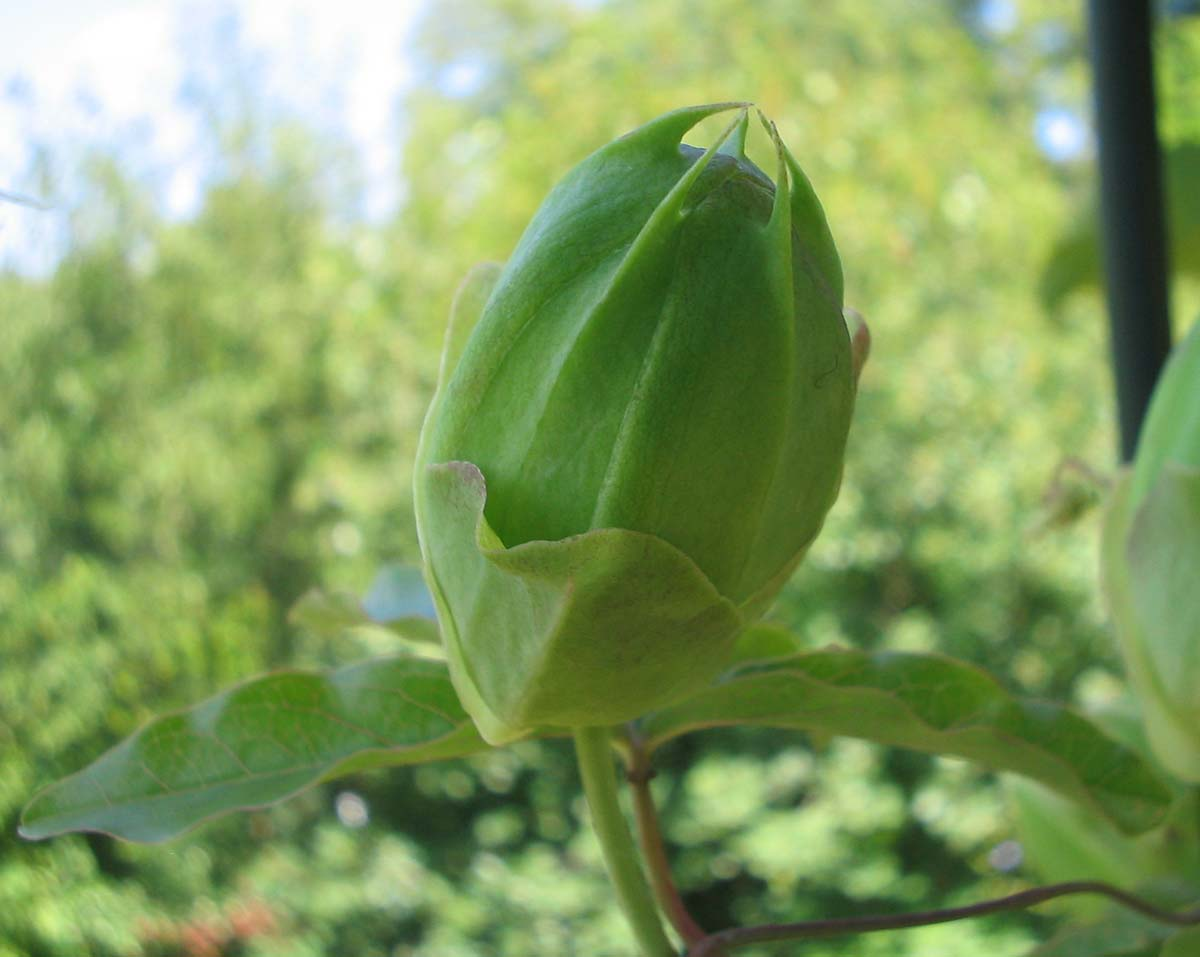
Pączek kwiatowy
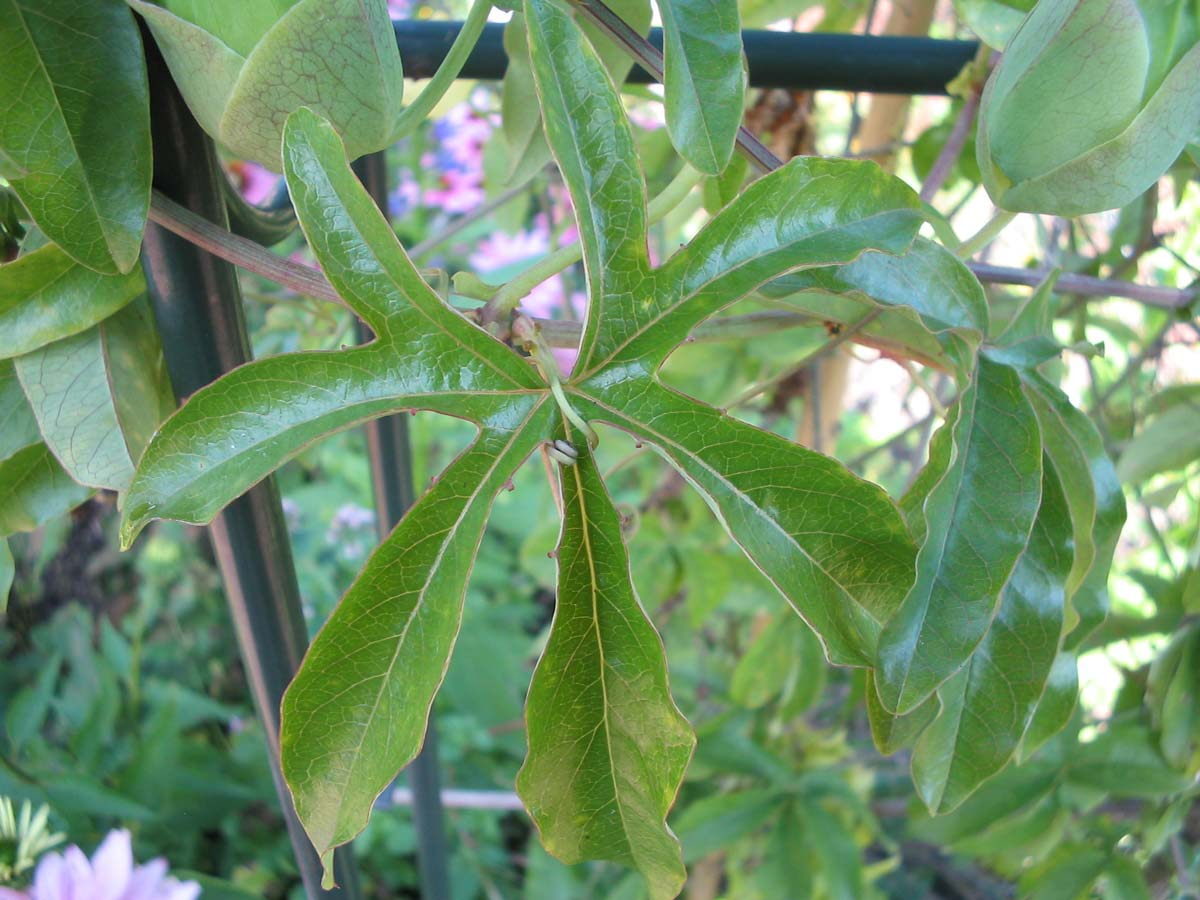
Liść
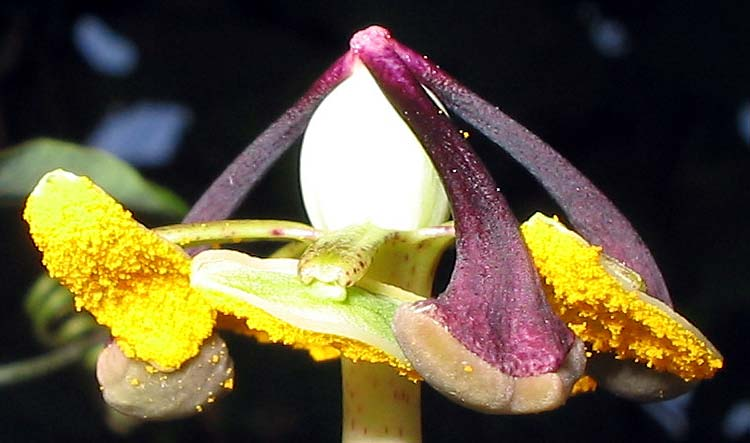
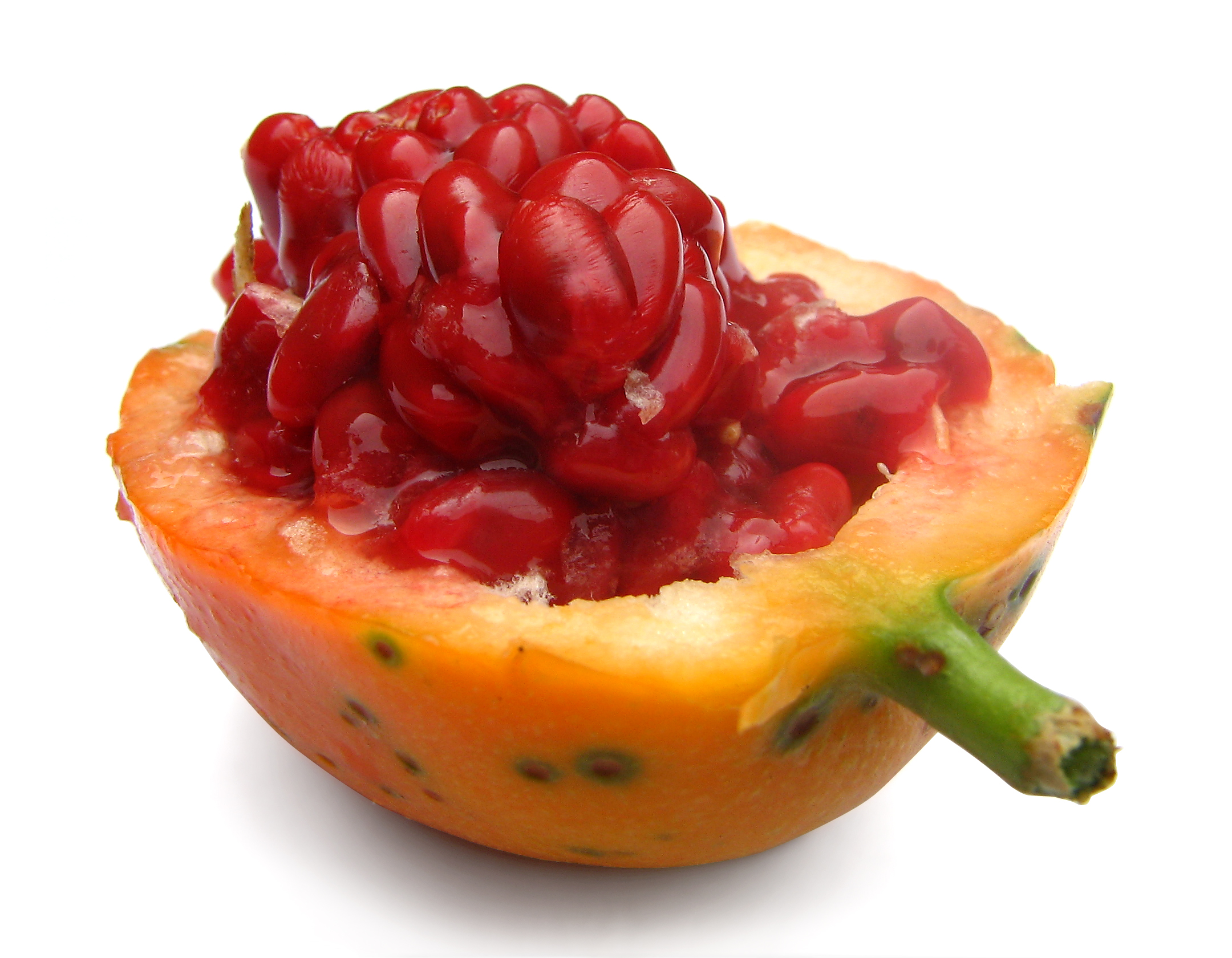
Owoc
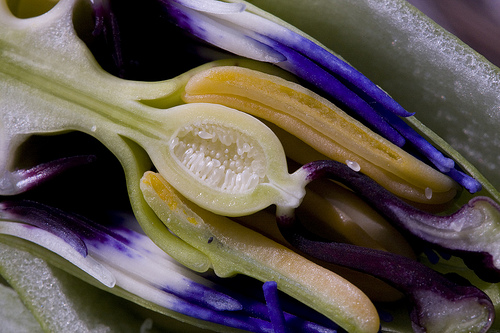